# Bivincula diaphana
Bivincula diaphana is een vlinder uit de familie van de echte spinners (Bombycidae). De wetenschappelijke naam van de soort is, als Ocinara diaphana, voor het eerst geldig gepubliceerd in 1879 door Frederic Moore.